# Mons Blanc
Mons Blanc är det högsta berget i månens alper, Montes Alpes; det är omkring 3 600 meter högt. Det är ungefär 25 kilometer i diameter. Berget fick sitt namn efter Mont Blanc, ett berg i Alperna på jorden. Namnet betyder "Vita berget" på svenska.
Mons Blanc ligger i mitten av Montes Alpes. Väster och sydväst om Mons Blanc breder månhavet Mare Imbrium ut sig. Syd till väst om Mons Blanc ute i Mare Imbrium, ligger det ensamma berget Mons Piton.